# Santa María de Trassierra
Santa María de Trassierra é uma aldeia do município e província de Córdova, encravada em plena Serra Morena, distando quinze quilómetros da sede do município. A igreja paroquial é uma antiga mesquita almorávida do século XII convertida em templo católico, com a mesma invocação do nome da aldeia. Fica a poucos quilómetros da Medina Azara, a cidade palaciana dos califas cordoveses. É a terra natal de Beatriz Enríquez de Arana, amante de Cristóvão Colombo e mãe do seu filho Fernando Colombo.